# Roshon Fegan
Roshon Bernard Fegan (* 6. Oktober 1991 in Los Angeles, Kalifornien) ist ein US-amerikanischer Schauspieler, Tänzer und Sänger. Er ist vor allem bekannt durch seine Rolle des Sander Loyer in Camp Rock und Camp Rock 2: The Final Jam sowie für die Rolle des Ty Blue in Shake It Up – Tanzen ist alles.

## Leben
Fegan wurde am 6. Oktober 1991 in Los Angeles geboren. Sein Vater Roy Fegan ist auch Schauspieler. Seine Mutter kommt von den Philippinen und sein Vater ist Afroamerikaner.
Seine Karriere begann Fegan 2004 in dem Film Spider-Man 2, in dem er einen erstaunten Jungen spielt. Danach folgte ein Gastauftritt in der Fernsehserien Monk und eine Nebenrolle in dem Film Drillbit Taylor – Ein Mann für alle Unfälle sowie in Baby. Größte Bekanntheit gelang ihm 2008 mit der Rolle des Sander Loyer in dem Disney Channel Original Movie Camp Rock an der Seite von Demi Lovato und Joe Jonas. Für den gleichnamigen Soundtrack nahm er den Song Hasta La Vista auf. Zwei Jahre später schlüpft er noch mal in die Rolle des Sander Loyer in der Fortsetzung Camp Rock 2: The Final Jam.
Von 2010 bis 2013 spielte er in der Disney-Serie Shake It Up – Tanzen ist alles die Rolle des Ty Blue, den Serienbruder von Zendaya. Für diese Rolle wurde er zusammen mit der restlichen Hauptbesetzung 2011 und 2012 bei den Young Artist Awards in der Kategorie Herausragende Besetzung in einer Fernsehserie nominiert.
Im Februar 2011 veröffentlichte er den Song Anything Is Possible. 2012 nahm er mit der Tänzerin Chelsie Hightower an der 14. Staffel der US-amerikanischen Version von Let’s Dance, Dancing with the Stars, teil.

## Filmografie (Auswahl)
- 2004: Spider-Man 2
- 2006: Monk (Fernsehserie, Episode 4x14)
- 2008: Drillbit Taylor – Ein Mann für alle Unfälle (Drillbit Taylor)
- 2008: Camp Rock (Fernsehfilm)
- 2008: Baby
- 2010: Camp Rock 2: The Final Jam (Fernsehfilm)
- 2010–2013: Shake It Up – Tanzen ist alles (Shake It Up, Fernsehserie, 78 Episoden)
- 2011: Karate-Chaoten (Kickin’ It, Fernsehserie, Episode 1x07)
- 2012: Dancing with the Stars (Fernsehsendung, Staffel 14)
- 2014: A.N.T.: Achtung Natur-Talente (A.N.T. Farm, Fernsehserie, Episode 3x17)
- 2014: R.L. Stine’s – Darf ich vorstellen – Meine Geisterfreundin (Mostly Ghostly: Have You Met My Ghoulfriend?)
- 2016: Greenleaf